# Skujaines un Svetaines ieleja
Skujaines un Svetaines ieleja este o arie protejată (arie specială de conservare — SAC, sit de importanță comunitară — SCI, arie de protecție specială avifaunistică — SPA) din Letonia întinsă pe o suprafață de 130,45 ha, integral pe uscat.

## Localizare
Centrul sitului Skujaines un Svetaines ieleja este situat la coordonatele 56°27′41″N 23°15′32″E / 56.4613°N 23.2589°E.

## Înființare
Situl Skujaines un Svetaines ieleja a fost declarat arie de protecție specială avifaunistică în decembrie 2003 pentru a proteja 2 specii de plante și 12 specii de animale. Alte tipuri de protecție:
- sit de importanță comunitară (în mai 2004)
- arie specială de conservare (în mai 2004)[1][3][4]

## Biodiversitate
Situată în ecoregiunea boreală, aria protejată conține 12 habitate naturale: Cursuri de apă de la nivel de câmpie la nivel montan, cu vegetație Ranunculion fluitantis și Callitricho-Batrachion, Pajiști cu Molinia pe soluri calcaroase, turboase sau argilos-nămoloase (Molinion caeruleae), Pajiști aluvionare boreale nordice, Izvoare fino-scandinave și mlaștini produse de izvoare bogate în minerale, Izvoare petrifiante cu formare de travertin (Cratoneurion), Mlaștini alcaline, Pante stâncoase silicioase cu vegetație casmofită, Taiga vestică, Păduri caducifoliate bătrâne naturale hemiboreale fino-scandinave (Quercus, Tilia, Acer, Fraxinus sau Ulmus) bogate în specii epifite, Păduri fino-scandinave bogate în ierburi cu Picea abies, Păduri pe pante, grohotișuri și ravene de Tilio-Acerion, Păduri aluvionare cu Alnus glutinosa și Fraxinus excelsior (Alno-Padion, Alnion incanae, Salicion albae).
La baza desemnării sitului se află mai multe specii protejate:
- plante (2): turiță (Agrimonia pilosa), moșișoare (Liparis loeselii)
- păsări (7): pescăruș albastru (Alcedo atthis), buhai de baltă (Botaurus stellaris), buha (Bubo bubo), barză neagră (Ciconia nigra), ciocănitoare neagră (Dryocopus martius), cocor (Grus grus), ciocârlie de pădure (Lullula arborea)
- mamifere (1): vidră de râu (Lutra lutra)
- nevertebrate (4): Osmoderma barnabita, Vertigo angustior, Vertigo genesii, Vertigo geyeri

Pe lângă speciile protejate, pe teritoriul sitului au mai fost identificate 4 specii de plante, 1 specie de păsări, 1 specie de amfibieni, 1 specie de mamifere.